# ドバイフレーム
ドバイフレーム（アラビア語: بروازدبي、英語: Dubai Frame） は、アラブ首長国連邦・ドバイのザビールパークにある超高層ビル。2018年に開業した。

## 概要
全長150mの2つのタワーに93mの橋が渡されている構造で、その名の通り金色の額縁を模したデザインになっている。
デザイナーは2008年にドバイ市が主催した国際建築コンペティションで優勝したメキシコの建築家フェルナンド・ドニス。外装デザインはドバイ国際博覧会のロゴをモチーフにしている。
2019年5月には「額縁の形をした世界最大の建造物」としてギネス世界記録に登録された。

## フロア
1階部分は博物館になっており、ドバイの歴史を紹介する「The Past Time Gallery」と、2050年のドバイを紹介する「The Future Time Gallery」がある。
展望エリア「スカイデッキ」からは南側にシェイク・ザーイド・ロードやブルジュ・ハリファが望める新しいドバイの街並み、北側にディラなどの古い街並みの2種類の姿を望むことができる。